# Chen Zhen (artiste)
Pour les articles homonymes, voir Chen Zhen.
Chen Zhen (陈箴 Chén Zhēn) est un artiste-plasticien chinois né le 4 octobre 1955 à Shanghai et mort le 13 décembre 2000 à Villejuif.

## Biographie
Chen Zhen a grandi durant les années tumultueuses de la Révolution culturelle dans le quartier de l'ancienne concession française, dans une famille de médecins parlant anglais et français. Très jeune, il s'est intéressé aux liens existant entre la philosophie traditionnelle chinoise - interdite à l'époque - et la culture occidentale. Il étudia à l'Institut théâtral de Shangaï la question du rapport physique de l'œuvre au spectateur.
En 1983, lors d'un séjour forcé de trois mois au Tibet, il découvrit l'importance des prières et des « courts-circuits culturels »  qui permettent à un artiste de lutter «  à contre-courant de la "culture centrale" » et de pouvoir être comparé « à un virus du dehors luttant contre les anticorps du dedans ».
En 1986, après l'ouverture du pays sous Deng Xiaoping, il émigre à Paris, où il étudie à l'ENS des Beaux-Arts et à l'Institut des hautes études en arts plastiques. Au contact de cette culture nouvelle, il abandonne la peinture et adopte peu à peu l'installation. Anticipant un thème qui deviendra récurrent par la suite, la circulation multi-culturelle, il réalise des installations où la médecine chinoise et ses concepts cosmologiques sont mis en scène dans des perspectives nouvelles.
Atteint d'une maladie rare incurable, une anémie hémolytique auto-immunitaire, il eut le projet d'apprendre la médecine traditionnelle chinoise : « La médecine chinoise est, par sa façon de penser et de pratiquer, très proche de l'art »; Chen Zhen meurt le 13 décembre 2000, à l'âge de 45 ans. Il est enterré au cimetière du Père-Lachaise (28e division).
Son esprit d'ouverture et la qualité de ses œuvres lui ont valu une reconnaissance internationale, suivie par une exposition commémorative : Chen Zhen, A Tribute, à l'Institut d'Art Contemporain de Boston, en 2000.

## Ses œuvres
- Dans Jue Chang - 50 coups pour chacun (1998), des peaux d'animaux sont tendues sur une centaine de chaises et de lits liés ensemble en cercle ; très remarquée durant la Biennale de Venise 1999, les visiteurs sont invités à frapper ces percussions pour créer une "voix collective". Des moines tibétains avaient également été conviés à participer à ce processus, dont les références religieuses sont explicites, quoique non restrictives.
- Dans Zen Garden et Paysage du Corps Intérieur, les organes humains prennent une dimension sculpturale monumentale, à la croisée des représentations orientales et occidentales du corps.
- Human Tower, 1999, installation, Ullens Center for Contemporary Art, Pékin.
- Six Roots - Soufrance, 2000, installation (lit d'hôpital, clochettes, ampoules rouges, fil épais de métal), Museum of Contemporary Art, Zagreb.
- Cocon du vide, 2000, installation (berceau de perles de bois évoquant une matrice), Collection privée Florence et Daniel Guerlain, Paris.
- Lumière innocente, 2000, installation (lit d'enfant, tissage de tubes plastique, ampoules électriques).
- Black Broom, installation (sorte de pinceau géant où chaque lanière de caoutchouc noir se prolonge en une seringue), Collection privée AGI, Vérone.
- La Danse de la fontaine émergente (1999-2008), installation posthume (fontaine).
- Round Table (1995) exposé au Centre Pompidou à Paris .

## Expositions personnelles
- Chen Zhen, A Tribute, exposition commémorative à l'Institut d'Art Contemporain de Boston, en 2000.
- Silence sonore, exposition au Palais de Tokyo, hiver 2003-2004.
- Chen Zhen, The Body as landscape, exposition à la Kunsthalle de Vienne (site), été 2007.
- Chen Zhen, The Body as Landscape, exposition à le Mart, Musee de Art Moderne et Contemporaine de Trento et Rovereto, 2008
- Chen Zhen, œuvres du Centre national des arts plastiques, exposition au Musée Guimet, 2010
- Chen Zhen, In-Between, Blueproject  Foundation Barcelona, 2014
- Double exil, Galerie Continua, Paris, 2023-24[4]

## Citations
- « Les Français disent "c'est du chinois" pour indiquer quelque chose d'incompréhensible. Je le prends comme un très grand compliment. Cela montre que les Chinois n'abordent pas les problèmes de front et qu'ils commencent par ne rien affirmer. Nous nous exprimons par allusions, évocations, par métaphores en nous servant d'un prétexte, d'un paradoxe, d'un renversement d'idée, d'un euphémisme. »

- « Dans la réalisation de mes projets artistiques, le concept sème et les mains récoltent. Je reste encore aujourd'hui un paysan, dans le sens où mes mains m'assurent chaque fois de la qualité de la cueillette. Je crois à l'intelligence de la main, et surtout à la force d'équilibre entre main et savoir. Si mes pensées se situent dans l'ombre, alors mes mains deviennent lumière. Mes mains représentent la moitié de mon œuvre, de mon cerveau et de mon existence. »